# Abbéville-lès-Conflans
Abbéville-lès-Conflans ist eine französische Gemeinde mit 237 Einwohnern (Stand: 1. Januar 2022) im Département Meurthe-et-Moselle in der Region Grand Est (vor 2016: Lothringen). Die Gemeinde gehört zum Arrondissement Val-de-Briey und zum Kanton Pays de Briey. Die Einwohner werden Abbévillois und Abbévilloises genannt.
Die Gemeinde erhielt 2023 die Auszeichnung „Eine Blume“, die vom Conseil national des villes et villages fleuris (CNVVF) im Rahmen des jährlichen Wettbewerbs der blumengeschmückten Städte und Dörfer verliehen wird.

## Geographie
Abbéville-lès-Conflans liegt etwa neun Kilometer südwestlich von Val de Briey und etwa 61 Kilometer nordnordwestlich von Nancy. Fast drei Viertel des Gemeindegebiets werden landwirtschaftlich genutzt, etwas über ein Viertel ist bewaldet, insbesondere im Norden der Gemeinde.
Umgeben wird Abbéville-lès-Conflans von den Nachbargemeinden Ozerailles im Norden, Les Baroches und Valleroy im Norden und Nordosten, Hatrize im Osten, Labry und Conflans-en-Jarnisy im Süden, Boncourt im Südwesten sowie Thumeréville im Westen.
Die Autoroute A 4, genannt Autoroute de l’Est von Paris nach Straßburg durchquert das Gebiet der Gemeinde ebenso wie die Eisenbahnstrecke von Longuyon nach Jarny, allerdings ohne Halt in Abbéville-lès-Conflans. Die Route départementale D15 verbindet Abbéville-lès-Conflans mit Ozerailles im Norden und Conflans-en-Jarnisy im Süden.

## Bevölkerungsentwicklung

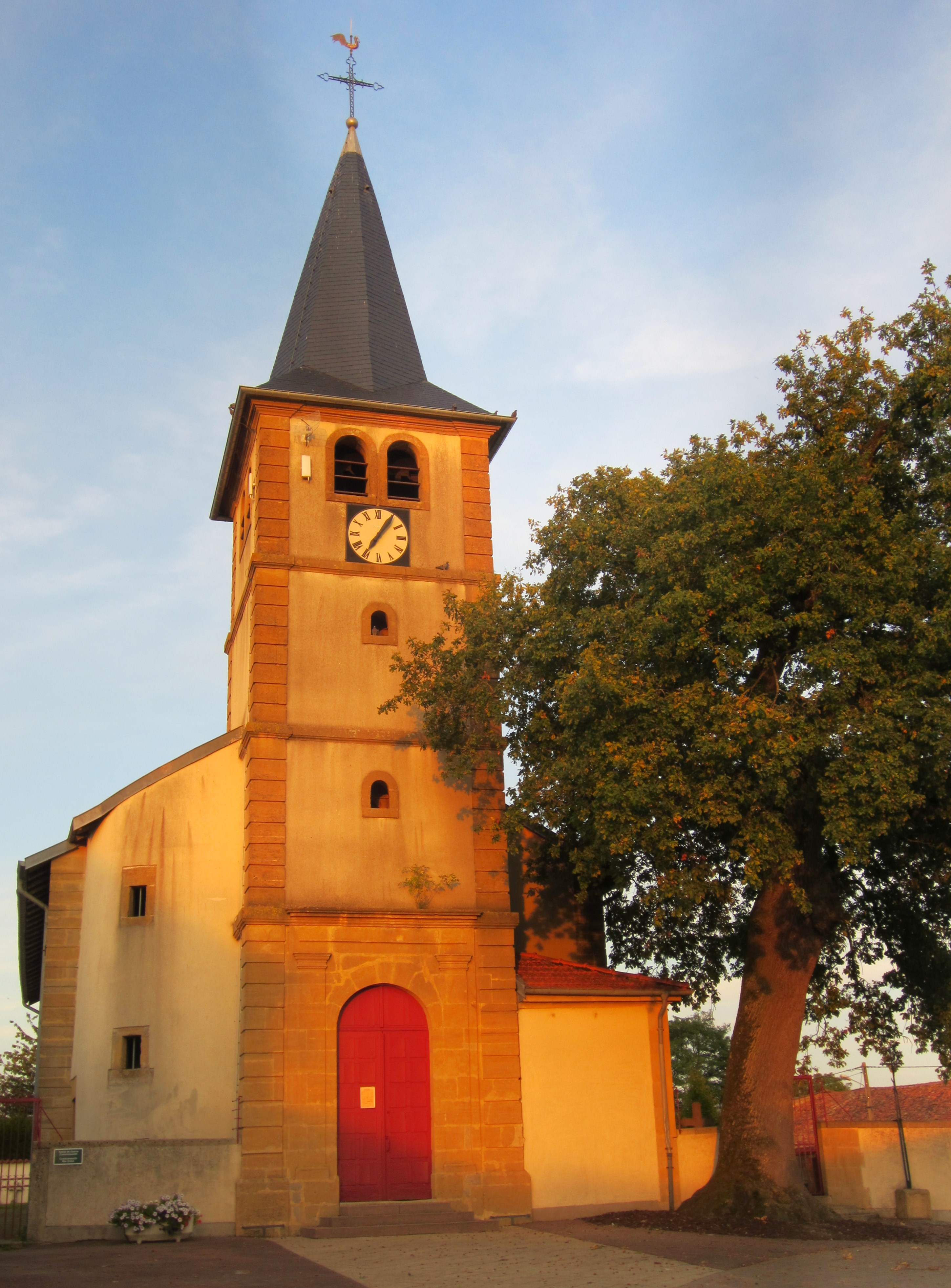
Kirche La Nativité-de-la-Vierge

| Jahr                       | 1962 | 1968 | 1975 | 1982 | 1990 | 1999 | 2006 | 2019 |
| -------------------------- | ---- | ---- | ---- | ---- | ---- | ---- | ---- | ---- |
| Einwohner                  | 242  | 219  | 201  | 186  | 222  | 244  | 224  | 232  |
| Quellen: Cassini und INSEE |      |      |      |      |      |      |      |      |

## Sehenswürdigkeiten
- Die Kirche La Nativité-de-la-Vierge stammt aus dem 18. Jahrhundert. Sie  birgt zahlreiche Ausstattungsgegenstände, die in der Base Palissy gelistet sind, darunter eine große Anzahl, die als Monument historique der beweglichen Objekte klassifiziert oder eingeschrieben sind.